# Kananga
Kananga (do 1966. Luluabourg) glavni je grad provincije Lulua u Demokratskoj Republici Kongo. Leži 160 km od granice s Angolom, u blizini rijeke Lulua, pritoke rijeke Kasai.
Koncem 19. stoljeća u ovom je području njemački istraživač Hermann von Wissmann utemeljio trgovačku postaju. U gradu je 1964. stvoren prvi ustav nove države.
Prema popisu iz 2004. godine, Kananga je imala 720.362 stanovnika, čime je bila četvrti grad po brojnosti u državi.

## Vanjske poveznice

### Ostali projekti
|  | Zajednički poslužitelj ima još gradiva o temi Kananga |